# Vertrag von Amsterdam
Der Vertrag von Amsterdam war ein Vertrag zur Änderung des Vertrags über die Europäische Union und der Verträge zur Gründung der Europäischen Gemeinschaften, also des EG-Vertrags, des EURATOM-Vertrags und des damals noch in Kraft befindlichen EGKS-Vertrags, sowie einiger damit zusammenhängender Rechtsakte. Er sollte ursprünglich dazu dienen, die Europäische Union auch nach der Osterweiterung handlungsfähig zu halten. Eine durchgreifende Reform der EU scheiterte allerdings und machte weitere Reformen nötig. Für die noch ausstehenden Reformen berief der Europäische Rat auf seiner Tagung in Köln bereits am 3. und 4. Juni 1999 eine Regierungskonferenz für das Jahr 2000 ein.
Der Vertrag wurde von den Staats- und Regierungschefs der Europäischen Union anlässlich ihres Zusammentreffens im Europäischen Rat in Amsterdam am 18. Juni 1997 beschlossen und am 2. Oktober 1997 unterzeichnet. Er trat am 1. Mai 1999 in Kraft. Der damit geschaffene Rechtsstand wurde zum 1. Februar 2003 durch den Vertrag von Nizza erneut geändert.

## Demokratisierung
Der Vertrag weitete die Befugnisse des Europäischen Parlaments erheblich aus, indem er seine Rechte im Mitentscheidungsverfahren stärkte. Das Mitentscheidungsverfahren war in einigen Bereichen bereits im Vertrag von Maastricht eingeführt worden und stellte das Parlament auf die Stufe des Rates. Mit dem Vertrag von Amsterdam galt das Mitentscheidungsverfahren nun in fast allen Bereichen, in denen der Rat mit qualifizierter Mehrheit entschied. Eine wichtige Ausnahme bildete allerdings weiterhin die Landwirtschaft – der größte Finanzposten der Europäischen Union.
Auch bei der Ernennung der Kommission wurden die Rechte des Europäischen Parlaments erweitert: Nach Inkrafttreten des Vertrags von Amsterdam musste das Parlament nicht nur der Ernennung der Kommission als ganzer zustimmen, sondern auch vorab der Ernennung des Kommissionspräsidenten.
Es bestanden jedoch weiterhin Defizite in der Demokratisierung, da das Parlament – das einzige vom Volk gewählte Organ der EU – nicht das Initiativrecht für Gesetzesvorschläge besitzt. Dieses Recht lag und liegt weiterhin nur bei der Kommission, die damit als Exekutivorgan zugleich wichtige legislative Funktionen einnimmt.
Demokratietheoretisch problematisch war auch das neue Entscheidungsverfahren, das im Bereich der polizeilichen und justiziellen Zusammenarbeit in Strafsachen eingeführt wurde. Hier waren wichtige Beschlüsse zuvor nur in Form von Konventionen, also eigenen völkerrechtlichen Verträgen möglich gewesen, die anschließend von den Parlamenten aller Mitgliedstaaten ratifiziert werden mussten. Durch den Vertrag von Amsterdam konnten diese Entscheidungen nun in Form eines einstimmigen Ratsbeschlusses getroffen werden, ohne dass die nationalen Parlamente oder das Europäische Parlament daran beteiligt wurden.

## Beschäftigungspolitik
Aufgrund steigender Arbeitslosigkeit in Europa wurde erstmals die Beschäftigungspolitik als Hauptziel in die Verträge mit aufgenommen. Allerdings blieb die Beschäftigungspolitik weiterhin in der Hand der Nationalstaaten, es wurde aber eine bessere Koordination der Maßnahmen der Mitgliedstaaten vereinbart.

## Raum der Freiheit, der Sicherheit und des Rechts
Mit dem Vertrag von Amsterdam wurde das Ziel zur Einrichtung des „Raumes für Freiheit, Sicherheit und des Rechts“ in die Verträge aufgenommen. Hierzu wurden im Interesse einer engeren Zusammenarbeit die justizielle Zusammenarbeit in Zivilsachen und die Regelungen über die flankierenden Maßnahmen zum freien Personenverkehr (Migrations-, Asyl-, Zuwanderungspolitik) von der intergouvernementalen dritten in die supranationale erste Säule überführt („vergemeinschaftet“). Auch die Entscheidungsverfahren der in der dritten Säule verbliebenen polizeilichen und justiziellen Zusammenarbeit in Strafsachen wurden vereinfacht, indem Entscheidungen nun durch einen einstimmigen Ratsbeschluss getroffen werden konnten, der auch ohne parlamentarische Ratifizierung unmittelbar gültig war. Zuvor hatten gemeinsame Gesetze nur durch eigene völkerrechtliche Verträge (sogenannte Übereinkommen oder Konventionen) geschlossen werden können. Außerdem wurden die Rechte der europäischen Polizeibehörde Europol erweitert und das Schengener Abkommen in Form eines Protokolls in die Verträge aufgenommen. Der freie Personenverkehr, also das Überqueren von Grenzen innerhalb der EU ohne Personenkontrollen, wurde damit zu einem vertraglich festgeschriebenen Recht.

## Gemeinsame Außen- und Sicherheitspolitik (GASP)
Im Zuge der Entwicklung einer gemeinsamen Außen- und Sicherheitspolitik schufen die Staats- und Regierungschefs den Posten eines Hohen Vertreters für die Gemeinsame Außen- und Sicherheitspolitik (auch kurz als Mr. GASP bezeichnet), der die Union nach außen repräsentieren sollte.
Die Beschlüsse im Rat (Rat für Allgemeine Angelegenheiten und Außenbeziehungen) wurden jedoch weiter einstimmig gefasst und ermöglichten so jedem Land ein Vetorecht. Lediglich die Umsetzung von Beschlüssen, die im Rat einstimmig gefasst wurden, konnten mit Mehrheitsentscheidung beschlossen werden.

## Institutionelle Reform und „Amsterdam left-overs“
Um auch bei einer erweiterten Union handlungsfähig zu bleiben, wurde vereinbart, dass die größeren Staaten nach der Erweiterung auf ihren zweiten Kommissar verzichteten. Außerdem wurde im Vertrag von Amsterdam festgelegt, dass das Europäische Parlament nach der Erweiterung der EU 700 Mitglieder nicht überschreiten sollte. Das Mehrheitsverfahren wurde ausgedehnt, in vielen Bereichen wurde die Einstimmigkeit allerdings beibehalten. Neu geschaffen wurden u. a. auch die Möglichkeit einer Suspendierung der EU-Mitgliedschaft bei Verletzung der Grundsätze der EU durch einen Mitgliedstaat sowie das Verfahren der Verstärkten Zusammenarbeit.
Trotz dieser Reformen herrschte auch nach dem Vertrag von Amsterdam die Ansicht vor, dass die Institutionen der EU nach der Erweiterung zu groß werden und ihre Handlungsfähigkeit einbüßen könnten. Insbesondere die Stimmengewichtung im Rat der Europäischen Union und die Größe des Europäischen Parlaments wurden weiterhin als problematisch angesehen. Man bezeichnete sie daher auch als die Amsterdam left-overs (etwa: „Überreste von Amsterdam“), die schließlich im Jahr 2000 im Vertrag von Nizza behandelt wurden.

## Umnummerierung des EUV und des EGV
Der Vertrag von Amsterdam sieht in Art. 12 eine Umnummerierung des Vertrages über die Europäische Union und des Vertrages zur Gründung der Europäischen Gemeinschaft vor. Die Umnummerierung erfolgte nach den Übereinstimmungstabellen im Anhang zum Vertrag. Der Europäische Gerichtshof wünschte nunmehr bei Zitierung von Normen in neuer Nummerierung, dass der Vertrag über die Europäische Union mit „EU“ und der Vertrag zur Gründung der Europäischen Gemeinschaft mit „EG“ zitiert werde. Damit sollte Klarheit erzielt werden, dass die neue Nummerierung zitiert wurde, die Abkürzungen „EUV“ und „EGV“ standen weiter für die alte Nummerierung. Auch die Zitierung der Verträge als solche erfolgte weiterhin mit den Abkürzungen „EUV“ und „EGV“ in Abgrenzung zu den jeweiligen Institutionen. Die Literatur war dieser Vorgabe weitgehend gefolgt.

## Unterschriften
|          |          |                |            |              |            |         |           |             |
| Belgien  | Dänemark | Finnland       | Frankreich | Griechenland | Irland     | Italien | Luxemburg | Niederlande |
|          |          |                |            |              |            |         |           |             |
| Portugal | Spanien  | Großbritannien | Schweden   | Deutschland  | Österreich |         |           |             |

## Zeitliche Einordnung
| Unterz. In Kraft Vertrag                    | 1948 Brüsseler Pakt                                               | 1951 1952 Paris                                                   | 1954 1955 Pariser Verträge                      | 1957 1958 Rom                                       | 1965 1967 Fusions- vertrag                          | 1986 1987 Einheitliche Europäische Akte | 1992 1993 Maastricht     | 1992 1993 Maastricht          | 1997 1999 Amsterdam           | 2001 2003 Nizza        | 2001 2003 Nizza | 2007 2009 Lissabon |  |  |  |  |  |  |  |  |  |
|                                             |                                                                   |                                                                   |                                                 |                                                     |                                                     |                                         |                          |                               |                               |                        |                 |                    |  |  |  |  |  |  |  |  |  |
| Europäische Gemeinschaften                  | Europäische Gemeinschaften                                        | Drei Säulen der Europäischen Union                                | Drei Säulen der Europäischen Union              | Drei Säulen der Europäischen Union                  | Drei Säulen der Europäischen Union                  | Drei Säulen der Europäischen Union      |                          |                               |                               |                        |                 |                    |  |  |  |  |  |  |  |  |  |
|                                             | Europäische Atomgemeinschaft (Euratom)                            | Europäische Atomgemeinschaft (Euratom)                            | →                                               |                                                     |                                                     |                                         | ←                        |                               |                               |                        |                 |                    |  |  |  |  |  |  |  |  |  |
|                                             |                                                                   |                                                                   | →                                               | Europäische Gemeinschaft für Kohle und Stahl (EGKS) | Europäische Gemeinschaft für Kohle und Stahl (EGKS) | Vertrag 2002 ausgelaufen                | Vertrag 2002 ausgelaufen |                               | Europäische Union (EU)        | Europäische Union (EU) |                 |                    |  |  |  |  |  |  |  |  |  |
|                                             |                                                                   |                                                                   | →                                               | Europäische Wirtschaftsgemeinschaft (EWG)           | Europäische Wirtschaftsgemeinschaft (EWG)           |                                         | ←                        | Europäische Gemeinschaft (EG) | Europäische Gemeinschaft (EG) | Europäische Union (EU) |                 |                    |  |  |  |  |  |  |  |  |  |
|                                             |                                                                   |                                                                   | →                                               | Justiz und Inneres (JI)                             |                                                     |                                         | ←                        | Europäische Gemeinschaft (EG) | Europäische Gemeinschaft (EG) | Europäische Union (EU) |                 |                    |  |  |  |  |  |  |  |  |  |
|                                             | Polizeiliche und justizielle Zusammenarbeit in Strafsachen (PJZS) | Polizeiliche und justizielle Zusammenarbeit in Strafsachen (PJZS) | →                                               | Justiz und Inneres (JI)                             | ←                                                   |                                         |                          |                               |                               | Europäische Union (EU) |                 |                    |  |  |  |  |  |  |  |  |  |
| Europäische Politische Zusammenarbeit (EPZ) | →                                                                 | Gemeinsame Außen- und Sicherheitspolitik (GASP)                   | Gemeinsame Außen- und Sicherheitspolitik (GASP) | Gemeinsame Außen- und Sicherheitspolitik (GASP)     | ←                                                   |                                         |                          |                               |                               | Europäische Union (EU) |                 |                    |  |  |  |  |  |  |  |  |  |
| Westunion (WU)                              | Westunion (WU)                                                    | Westeuropäische Union (WEU)                                       | Westeuropäische Union (WEU)                     | Westeuropäische Union (WEU)                         | Westeuropäische Union (WEU)                         |                                         |                          |                               |                               | Europäische Union (EU) |                 |                    |  |  |  |  |  |  |  |  |  |
| Westunion (WU)                              | Westunion (WU)                                                    | Westeuropäische Union (WEU)                                       | Westeuropäische Union (WEU)                     | Westeuropäische Union (WEU)                         | Westeuropäische Union (WEU)                         | aufgelöst zum 1. Juli 2011              |                          |                               |                               |                        |                 |                    |  |  |  |  |  |  |  |  |  |
|                                             |                                                                   |                                                                   |                                                 |                                                     |                                                     |                                         |                          |                               |                               |                        |                 |                    |  |  |  |  |  |  |  |  |  |